# 15歳のテーマ ひと夏の経験
『15歳のテーマ ひと夏の経験』（じゅうごさいのテーマ ひとなつのけいけん）は、山口百恵の4枚目のスタジオ・アルバム。1974年8月1日にCBSソニーよりリリースされた。

## 解説
- 帯コピー：まぶしいようなひと夏の思い出! 百恵の世界が果てしなくひろがる…‥ヒット・メーカーで構成されたオリジナル・アルバム
- 「ひと夏の経験」「まぶしい視線」の前に百恵のナレーションが入っている。
- 1991年6月15日に発売されたCD選書版ではナレーションがカットされている。
- 2003年6月4日に発売された、全オリジナルアルバム22枚を復刻したCD-BOX『MOMOE PREMIUM』にはリマスタリング音源で収録され、ナレーションも復刻している（2007年9月30日には更なるマスターサウンド仕様が施された『Complete MOMOE PREMIUM』が発売された）。

## 収録曲
| 全作詞: 千家和也、全作曲: 都倉俊一、全編曲: 馬飼野康二 (注記を除く)。 |                                              |          |            |      |
| #                                                                     | タイトル                                     | 作詞     | 作曲・編曲 | 時間 |
| 1.                                                                    | 「ひと夏の経験」                             | 千家和也 | 都倉俊一   | 2:37 |
| 2.                                                                    | 「わたしの悩み誰も知らない」(編曲: 矢野立美) | 千家和也 | 都倉俊一   | 2:16 |
| 3.                                                                    | 「まばたきの夏」                             | 千家和也 | 都倉俊一   | 2:24 |
| 4.                                                                    | 「風になりたい」(編曲: 矢野立美)             | 千家和也 | 都倉俊一   | 2:50 |
| 5.                                                                    | 「太陽の友達」                               | 千家和也 | 都倉俊一   | 3:09 |
| 6.                                                                    | 「海の友達」                                 | 千家和也 | 都倉俊一   | 2:25 |

| #  | タイトル               | 作詞         | 作曲       | 編曲       | 時間 |
| -- | ---------------------- | ------------ | ---------- | ---------- | ---- |
| 1. | 「まぶしい視線」       | 安井かずみ   | 穂口雄右   | 穂口雄右   | 3:28 |
| 2. | 「恋は…ING（進行形）」 | 安井かずみ   | 穂口雄右   | 穂口雄右   | 3:41 |
| 3. | 「私を選んで」         | さいとう大三 | 馬飼野康二 | 馬飼野康二 | 2:36 |
| 4. | 「朝陽の庭」           | さいとう大三 | 馬飼野康二 | 馬飼野康二 | 2:36 |
| 5. | 「教室を出たら大人」   | なかにし礼   | 鈴木邦彦   | 高田弘     | 2:49 |
| 6. | 「バラの誘惑」         | なかにし礼   | 鈴木邦彦   | 高田弘     | 2:45 |

## 関連作品
- MOMOE PREMIUM
- 山口百恵 22 Original Albums Collection
- Complete MOMOE PREMIUM